# باول غروفز
باول غروفز (بالإنجليزية: Paul Groves)‏ (28 فبراير 1966 بدربي في المملكة المتحدة - ) هو مدرب كرة قدم ولاعب كرة قدم بريطاني في مركز الدفاع. لعب مع سكونثورب يونايتد وغريمسبي تاون وليستر سيتي ونادي بلاكبول ونادي بيرتن ألبيون ونادي يورك سيتي ووست بروميتش ألبيون وستافورد رينجرز وBelper Town F.C. ‏ ولينكولن سيتي أف سي.

## وصلات خارجية
- باول غروفز على موقع قاعدة بيانات كرة القدم.إي يو (الإنجليزية)
- باول غروفز على موقع Soccerbase.com (لاعب) (الإنجليزية)
- باول غروفز على موقع Soccerbase.com (مدرب) (الإنجليزية)
- باول غروفز على موقع عالم كرة القدم.نت (الإنجليزية)